# Blumenfeld-Gambit
|   | a | b | c | d | e | f | g | h |   |
| 8 |   |   |   |   |   |   |   |   | 8 |
| 7 |   |   |   |   |   |   |   |   | 7 |
| 6 |   |   |   |   |   |   |   |   | 6 |
| 5 |   |   |   |   |   |   |   |   | 5 |
| 4 |   |   |   |   |   |   |   |   | 4 |
| 3 |   |   |   |   |   |   |   |   | 3 |
| 2 |   |   |   |   |   |   |   |   | 2 |
| 1 |   |   |   |   |   |   |   |   | 1 |
|   | a | b | c | d | e | f | g | h |   |

Die Grundstellung des Blumenfeld-Gambits nach 4. … b7–b5
Beim Blumenfeld-Gambit handelt es sich um eine Eröffnung des Schachspiels. Es wurde nach dem russischen Schachmeister Benjamin Markowitsch Blumenfeld benannt.
Das Blumenfeld-Gambit zählt zu den Geschlossenen Spielen und ist in den ECO-Codes unter dem Schlüssel E10 klassifiziert. Es geht aus der Indischen Verteidigung hervor.
Jede seiner Hauptvarianten beginnt mit den Zügen (ggf. auch per Zugumstellung):
1. d2–d4 Sg8–f6 2. c2–c4 e7–e6 3. Sg1–f3 c7–c5 4. d4–d5 b7–b5

## Historie
Das Blumenfeld-Gambit wurde 1922 vom späteren Schachweltmeister Alexander Aljechin, der es vom russischen Meisterspieler Blumenfeld adaptierte, in die internationale Turnierpraxis eingeführt. Im Meisterturnier 1922 zu Piešťany (damals Bad Pistyan) besiegte Aljechin (Schwarz) mit dem Gambit den deutschen Meisterspieler Siegbert Tarrasch (Weiß) in einer Partie, die mit dem Schönheitspreis ausgezeichnet wurde. Die Eröffnung wurde daraufhin auch von weiteren Meisterspielern wie Savielly Tartakower, Rudolf Spielmann und Efim Bogoljubow angewandt.
In der zweiten Hälfte des 20. Jahrhunderts war das Blumenfeld-Gambit auf Weltklasseniveau nicht oder kaum anzutreffen. Aljechin selbst schrieb in seinen Kommentaren zur Partie gegen Tarrasch, dass „die Annahme des Gambits […] Schwarz eine glänzende Stellung im Zentrum [gibt]“. Aljechin meinte weiter, dass 5. Lc1–g5 der richtige Zug sei. In den letzten Jahren ist das Blumenfeld-Gambit wieder populärer geworden, und Weiß greift inzwischen wieder häufiger zu 5. cxb5, weil nach 5. Lg5 exd5 eine Benoniartige Stellung ohne große Probleme für Schwarz entsteht.

## Eröffnungsideen
Die Einschätzung Aljechins bezieht sich auf die resultierende Stellung, sollte der Weiße mit 5. dxe6 fxe6 6. cxb5 fortfahren. Nach d7–d5 kontrolliert der Schwarze die Mitte und hat freies Figurenspiel. Weiß versucht dann meist früher oder später mit e2–e4, zum Teil unter Rückgabe des Bauern, dieses Zentrum wieder zu sprengen.